# Томмі Хартогс
Томмі Хартогс (нід. Tommie Hartogs; 20 червня 1969, м. Ейндговен, Нідерланди) — нідерландський хокеїст, правий нападник. По завершенні ігрової кар'єри — тренер.

## Ігрова кар'єра

### Клубна
Томмі почав свою кар'єру хокеїста у клубі «Гелен Ітерс», виступав у чемпіонаті Нідерландів з 1989 по 1994 роки, у 1993 став володарем Кубку Нідерландів (один сезон відіграв за «Тілбург Трепперс»).
У сезоні 1994/95 нападник посилив французький клуб «Брест Альбатрос», у складі якого став чемпіоном Франції у 1996. Наступного сезону уклав контракт з німецьким клубом Адлер Мангейм але не закріпився у основному складі та повернувся до «Бресту», де знову став чемпіоном Франції (1997). У сезоні 1997/98 стає втретє чемпіоном Франції у складі «Гренобля». У сезоні 1998/99, Хартогс укладає трирічний контракт із клубом Крефельд Пінгвін.
Після трьох років у складі «пінгвінів», ще по сезону відіграв за «Кассель Хаскіс» та «Дуйсбург», після чого повернувся до Нідерландів. У складі «Амстердам Бульдогс» відіграв три сезони, двічі став чемпіоном Нідерландів (2004 та 2005), а також двічі Кубок Нідерландів у 2004 та 2005. Свій третій Кубок Нідерландів здобув у складі клубу «Амстел Тейгерс» 2007. Визнаний найкращим гравцем чемпіонатів 2004 та 2005 років.

### Збірна
У складі національної збірної Томмі брав участь у чемпіонатах світу: 1991, 1992, 1993, 1994, 1995, 1996, 1997, 1999, 2000, 2001, 2002, 2003, 2004, 2005 та 2006. Загалом провів 88 матчів, забив 45 голів та зробив 73 гольові передачі.

## Кар'єра тренера
Після завершення кар'єри гравця працював помічником головного тренера «Амстел Тейгерс». У 2007 році очолював національну збірну Нідерландів на чемпіонаті світу у першому дивізіоні.